# كلين لايف
كلين لايف هي أكبر بوابة للمرضى لإجراء التجارب السريرية في أوروبا، يزورها سنويًا أكثر من 13 مليون زائر، ومسجل فيها مليون مريض من نحو 50 دولة في جميع أنحاء العالم.
تأسست عام 2005 من قبل شركة كلارينس (Clariness) الألمانية، وعملت في البداية في ألمانيا وأستراليا وسويسرا (DACH)، ولكن منذ ذلك الحين توسعت إلى الولايات المتحدة، وأمريكا الجنوبية، وأوقيانوسيا، وآسيا.
بدأت كلين لايف في عام 2005 هادفةً إلى تسهيل المشاركة في دراسات البحوث السريرية لتسريع تطوير الأدوية والعلاجات الجديدة. ويهدف البرنامج إلى دعم منظمات الأبحاث التعاقدية، ومواقع البحوث، والبحوث الصيدلانية، التي كافحت عبر التاريخ من أجل الوصول إلى المرضى وإبلاغهم بالتجارب السريرية ذات الصلة. إذ قدّر الباحثون في عام 2018 أن 86٪ من التجارب السريرية متأخرة، نتيجةً لنقص المشاركين الملائمين. وتُمول خدمات كلين لايف من قبل مواقع البحث والجهات الراعية وتكون مجانية للمشاركين.

## نبذة تاريخية
بدأ الطلب على تحسين الوصول إلى التجارب السريرية من قبل دخول الإنترنت. إذ ضغط الرجال المصابون بفيروس نقص المناعة البشرية في مجتمع المثليين في أواخر الثمانينات على الكونجرس الأمريكي لتحسين إمكانية الوصول إلى التجارب السريرية التي بحثت في الأدوية والعلاجات الخاصة بالإيدز. وأصدر الكونجرس الأمريكي -استجابةً لهم- قانون تمديد برامج الصحة الشاملة في عام 1988 (القانون العام رقم 100-607) الذي أنشأ أول قاعدة بيانات للتجارب السريرية غير المتصلة بالإنترنت. وحول قانون تحديث إدارة الغذاء والدواء الأمريكية في عام 1997، قاعدة البيانات هذه إلى سجل عبر الإنترنت، إذ ألزم المعهد الوطني للصحة بإنشاء سجل رقمي للتجارب السريرية، ونُشر هذا السجل على الإنترنت في عام 2000 تحت اسم (ClinicalTrials.gov).
بدأت دول أخرى مبادرات مماثلة في منتصف العقد الأول من القرن الحادي والعشرين، ومثلًا أطلقت ألمانيا في عام 2008 برنامج السجل الألماني للدراسات السريرية (Deutsches Register Klinischer Studien)، وفي الوقت نفسه، قدمت فرنسا ومنظمة الصحة العالمية مبادرات مماثلة. ولكن معظم هذه البرامج اقتصرت على الصعيد الوطني ولا يمكن الوصول إليها إلا بلغة البلد أو اللغة الإنجليزية. ومع ظهور الإنترنت استخدم المرضى المنصات الرقمية بنحو متزايد، وعَدُّوا المنتديات، والمقالات، ومجموعات مواقع التواصل مواقع متخصصة ومعتمدة للعثور على معلومات من بحوث علمية حول أعراضهم أو تشخيصهم. واستخدم المرضى أيضًا مجاميع صحية مختلفة عبر الإنترنت، لمشاركة المعلومات حول خيارات العلاج الجديدة والمشاركة في التجارب السريرية، إضافةً إلى عملها بوصفها منصات دعم.

## نبذة تاريخية عن كلين لايف
لم يكن هنالك -في أوائل العقد الأول من القرن الحادي والعشرين- سجل مركزي للتجارب السريرية للمرضى في العديد من البلدان واللغات الأخرى، لأن منظمة (ClinicalTrials.gov) ركزت في المقام الأول على السياق الأمريكي، وقدمت شروحات باللغة الإنجليزية فقط، ومعظمها بلغة متخصصة. ونتيجة لهذا قررت مجموعة من الأطباء ومطوري المواقع الألمان إنشاء (كلين لايف)، لتبسيط الوصول إلى التجارب السريرية في ألمانيا.
كانت الدراسة الأولى التي استضافتها منصة كلين لايف الجديدة هي دراسة تجريبية سريرية حول مرض السكري أجريت في منطقة شارلوتنبورغ في برلين في ديسمبر 2005.
أُبلٍغ معظم المرضى في السنوات الأولى من كلاين لايف بالتجارب السريرية من طريق وسائل الإعلام القديمة، مثل الإذاعة والتلفزيون والمطبوعات، وبحلول عام 2007، كثيرًا ما انتقلت هذه الجهود إلى وسائل الإعلام الرقمية. كذلك جرى تغيير الاسم الأصلي للبوابة الرقمية في العام نفسه من البحوث السريرية الألمانية (Klinische Forschung Deutschland) إلى كلين لايف، ما أتاح إمكانية الاستخدام من قبل لغات متعددة.